# 川西市立緑台中学校
川西市立緑台中学校（かわにししりつ みどりだいちゅうがっこう）は、兵庫県川西市向陽台にある公立中学校。
市内で一番新しい中学校である。多田グリーンハイツ内にある、唯一の中学校でもある。

## 沿革
- 1979年（昭和54年）4月1日 - 川西市立多田中学校より分離し、川西市立緑台中学校創立。

## 部活動

### 運動部
- 野球部
- サッカー部
- ソフトテニス部
- 陸上競技部
- 女子バレーボール部
- 男子卓球部

### 文化部
- 吹奏楽部
- 美術部

## 校区
- 川西市立緑台小学校
- 川西市立陽明小学校

## 校区が隣接している学校
- 川西市立多田中学校
- 川西市立東谷中学校
- 川西市立清和台中学校